# Subotai
Subotai també Subugatai, i pronunciat subotai o subutai (1176 -1248) fou un gran general de Genguis Kan. La seva biografia ha estat traduïda per Trémusat a Nouvelles Melanges Asiatiques. Pertanyé a la tribu mongola-durluqin dels uriangqut que va reaparèixer al segle xvii com a tribu turca dels urianhai, que vivia de la cria del ren a l'alt Ienissei.
Era fill de Qaban, un ferrer. Va entrar al servei de Genguis Kan als 17 anys i va obtenir honors militars per mèrits. En la campanya que va sotmetre als naiman a Genguis Kan, el 1204, les darreres bandes dels naiman foren aplanades poc després pel general Subotai ajudat per Tuqutchar, gendre de Genguis Kan; la victòria final fou a la vora del riu Tcham o Djam.

## Primeres campanyes
El 1220 Muhàmmad de Coràsmia va fugir a Balkh i d'allí cap al Khorasan occidental refugiant-se a Nixapur primer i després a Qazwin. Genguis va enviar en persecució seva als general Djebé i Subotai amb uns 25.000 homes. Balkh va obrir les portes als mongols i fou perdonada rebent un governador, però Muhammad ja havia sortit de la ciutat. Nixapur també es va rendir i va enviar una delegació i Djebé anava despresa i no es va aturar, acceptant la submissió. Subotai en canvi va saquejar Thus, Damghan i Semnan. Els dos generals van arribar a Ray (Rayy, Rai, Reyy, Reiy) on van massacrar tots els homes i van esclavitzar dones i criatures.
Després del saqueig de Rayy amb la massacre de tota la població el 1220 i a petició dels musulmans, van anar a destruir el focus xiïta de Qum, on van matar la població sembla que en part obligats per motius polítics. Van passar al costat de Hamadan que es va sotmetre espontàniament i els generals es van acontentar amb un fort tribut, i finalment van atrapar a Muhammad a Qarun, però aquest va fugir al darrer moment i en van perdre el rastre.
Llavors van tirar enrere i en venjança van destruir Zendjan i segurament van conquerir a l'assalt Kazwin (Qazwin) on tota la població fou massacrada com a càstig. El darrer atabeg turc de l'Azerbaidjan, el vell Ozbeg, va comprar la seva retirada del país de Tauris (Tabriz). Per la plana de Moghan, els generals van anar l'hivern a fer una incursió a Geòrgia on era rei Giorgi IV Lacha (el Brillant, 1212-1223); l'exèrcit georgià fou derrotat completament prop de Tblisi (febrer del 1221).
Tot i la victòria els mongols no van restar al país i després de l'èxit van tornar a l'Azerbaidjan i van saquejar Maragha utilitzant la tàctica dels escuts humans, i amb massacre de la població al final (mars del 1221). Ara els generals podien anar cap a Bagdad per destruir el califat, al mateix moment que els croats envaïen Egipte i recuperaven Damiata, però finalment van decidir anar a Hamadan on van voler cobrar altre cop tribut; la ciutat, sense recursos, va resistir, i fou presa a l'assalt, i tota la població massacrada; Hamadan fou cremada; seguidament van passar a Ardebil on igualment van saquejar la ciutat.
Llavors van retornar cap a Geòrgia; un altre cop els generals van derrotar els georgians, fent caure a la cavalleria georgiana en un parany en el que fou destruïda; els mongols van saquejar el sud del país però Tblisi es va salvar. Tot seguit els mongols van anar cap a Xirvan, van saquejar Şamaxı, i després, per Derbend, van descendir cap a les estepes del nord del Caucas on es van trobar enfront d'una coalició dels pobles de la regió: alans d'ètnia sàrmata i religió cristiana de ritu grec; lesguians, circassians, ambdós pobles caucàsics; turcs qiptxaq (cumans) (en vies d'esdevenir cristians) i altres menors. Djebé i Subotai van obtenir la defecció dels qiptxaq invocant la fraternitat turcomongol i van derrotar els altres col·ligats en combats per separats amb cadascun. Llavors van atacar als qiptxaq, als que van derrotar i els van arrabassar el botí que els havien donat. Un dels seus cap (mort pels mongols el 1223) era Yuri Kontchakovitch, que portava per tant un nom cristià.
Abans de ser derrotats els qiptxaq havien cridat als russos. Un dels kans, de nom Kutan, la filla del qual estava casada amb el príncep Mstislav de Galitzia o Halicz, va aconseguir del seu gendre i d'altres prínceps, una intervenció col·lectiva contra els mongols. Un exèrcit rus de 80.000 homes conduït pels prínceps d'Halicz, de Kíev, de Vladímir, de Txernigov i de Smolensk va baixar pel Dnièper i es va reagrupar prop de Khortitsa a la vora d'Alexandrov; els mongols van recular sense acceptar el combat fins que van veure a l'enemic cansat i que els diferents cossos d'exèrcit s'havien separat prou un de l'altra. Llavors es va lliurar la batalla del riu Kalka, petit riu que desaigua a la mar d'Azov prop de Mariupol. El príncep d'Halicz i els qiptxaq van atacar sense esperar als contingents de Kíev i foren derrotats i posats en fuita (31 de maig de 1222); Mstislav de Kíev, atacat al seu campament, es va defensar durant tres dies, i finalment va capitular en condicions honorables, però els mongols no van respectar l'acord i els van matar a tots. Aquesta derrota no va tenir conseqüències greus, ja que el gran príncep de Vladímir, Yuri, que no havia arribat a temps, va conservar intacte el seu exèrcit; i els mongols no van avançar cap a Rússia i es van acontentar de saquejar les factories genoveses de Sudak o Soldaja a Crimea, dependència políticament de l'Imperi de Trebisonda. Després Djebé i Subotai van creuar el Volga i van anar cap a Tsaritsin on van derrotar els búlgars del Kama, i als turcs qangli de l'Ural, i finalment es van reunir amb l'exèrcit mongol a les estepes al nord del Sirdarià.

## Conquesta del regne Jin
El 1233, amb el suport de 20.000 homes de la dinastia Song va atacar la dinastia Jin, que va quedar sotmesa després de la presa de la seva capital.

## Conquesta de Bulgària del Kama i Turquia
Batu Khan, per orde del gran kan Ogodai de 1234, va dirigir un gran exèrcit de 150.000 homes cap Europa. L'acompanyaven els seus germans Orda, Berke i Shayban; Guyuk i Kaidan, fills de Ogodai; Kaidu, net d'Ogodai; Mongke, fill de Tului; Baidar, fill de Djagatai; i Buri net de Djagatai. Segons el yuanshi, l'ordre es va donar el 1234 i Mengke s'hi va incorporar el 1235. La direcció efectiva de l'expedició corresponia al general Subotai que tenia llavors uns 60 anys.
La campanya va començar el 1236 amb la destrucció del Regne búlgar del Kama. La capital del país, Bolghar, fou saquejada i arruïnada. Segons les fonts russes aquesta destrucció es va produir a la tardor del 1237, però és més probable que fos a la tardor del 1236. El 1237 els mongols van atacar als turcs pagans, nòmades i salvatges, de les estepes russes, als que els musulmans anomenaven turcs qiptxaq. Els turcs es van sotmetre i van formar el gruix principal de la població del futur kanat de Batu (conegut com a Kanat de Qiptxaq o Kiptxak, o com Horda d'Or). Alguns caps turcs van resistir, el principal Batchman, que va organitzar la resistència a la vora del Volga però fou finalment capturat a una illa a la part inferior del riu l'hivern del 1236 al 1237 i fou esquarterat. Rashid al-Din diu que la darrera resistència dels qiptxaq fou liquidada el 1238 per Berke. El cap qiptxaq Kutan va emigrar amb 40.000 tendes cap a Hongria, on es va fer cristià.

## Conquesta de Rússia i Ucraïna
Entre finals del 1237 i 1239 els mongols van atacar als principats russos. Yuri de Riazan es va tancar en aquesta ciutat mentre el seu germà Roman es tancava a Kolomna. Riazan fou ocupada, Yuri executat i tota la població degollada (21 de desembre de 1237). Yuri II de Súzdal, van enviar ajut en debades al defensor de Kolomna, on Roman fou derrotat i mort, i la ciutat ocupada. Moscou, llavors una vila secundària, fou saquejada el febrer del 1238. Yuri II no va poder impedir tampoc el saqueig de Súzdal (que fou cremada) i Vladímir (assaltada el 14 de febrer de 1238, cremada, i la població degollada a les esglésies on s'havia refugiat). Yuri II fou derrotat i mort en una batalla a la vora del Sita o Siti, afluent del Mologa (4 de març de 1238). Altres destacaments mongols van saquejar Yaroslav i Tver. Nóvgorod es va salvar pel desglaç que va fer intransitables els camins.
L'hivern següent les operacions es van reprendre en direcció cap a Ucraïna; Txernigov fou saquejada i seguidament va ser conquerida Kíev (6 de desembre de 1240) que fou parcialment destruïda. Després van assolar el principat d'Halicz o Galitzia, el príncep del qual, Daniel, va fugir a Hongria.
En aquestes campanyes van esclatar dissensions: Guyuk, fill d'Ogodai, i Büri, net de Txagatai i fill de Mutugen, no estaven d'acord amb la preeminència de Batu, i donaren mostres clares d'insubordinació. Ogodai els va haver de cridar. Buri va tenir fins i tot un altercat violent amb Batu. Mongke en canvi va deixar l'exèrcit però va romandre en bons termes amb Batu.
L'hivern del 1239 al 1240 els mongols van acabar de sotmetre les estepes de Rússia meridional, i sota direcció de Mongke van ocupar Maghas, capital dels alans o ases (asod en mongol).

## Conquesta de Polònia
L'hivern del 1240 l'exèrcit de Batu, sota la direcció de Baidar i Kaidu, va marxar contra Polònia. Van creuar el Vístula glaçat (13 de febrer de 1241) i van saquejar Samdomierz, arribant fins als afores de Cracòvia; un exèrcit polonès fou derrotat a Chmielnik (18 de març de 1241). Boleslau IV va fugir de Cracòvia (evacuada tanmateix pels habitants) i es va refugiar a Moràvia. La ciutat fou cremada pels mongols, que seguidament van entrar a Silèsia sota la direcció de Baidar i van creuar l'Oder a Ratibor. Enric II el Pietós els va fer front amb 40.000 polonesos, croats alemanys, cavallers teutònics que foren derrotats el 9 d'abril de 1241 a la batalla de Legnica, prop de Liegnitz; tot seguit els mongols van entrar a Moràvia, assolant el país, però sense poder ocupar la ciutat d'Olmutz defensada per Iaroslav de Sternberg. De Moràvia aquesta part de l'exèrcit mongol es va dirigir cap a Hongria on ja operava la resta de l'exèrcit, sota la direcció del mateix Batu i del general Subotai.

## Conquesta i evacuació d'Hongria
A Hongria l'exèrcit mongol es va dividir en tres cossos: un de dirigit per Shayban, va avançar des del nord, entre Polònia i Moràvia; el segon, dirigit per Batu, va avançar des de Galitzia, pels congosts dels Carpats entre Inghvar i Munkacz on van derrotar el comte palatí encarregat de la defensa (12 de març de 1241); i el tercer cos, sota la direcció de Qada'an, vingut de Moldàvia, va ocupar Varadin i Czanad, destruïdes i on la població fou massacrada. La unió dels tres cossos es va fer prop de Pest entre el 2 i el 5 d'abril. A Pest el rei Bela IV reunia al seu exèrcit; la batalla es va iniciar el dia 7 d'abril; els mongols van retrocedir en direcció a la confluència del riu Sayo i el Theiss; al sud de Mohi, a la confluència, Subotai va derrotar els hongaresos (11 d'abril de 1241); els mongols, dividits en dos parts pel riu Sayo, van creuar aquest per Girines i Nagy Czeks i es van ajuntar la nit abans de la batalla (10 a 11 d'abril). Pest fou assaltada i cremada i el rei Bela IV va fugir cap a la mar Adriàtica. Els degollaments massius de poblacions no foren infreqüents. Tot el país fins al Danubi fou dominat; alguns autors però comencen a veure un principi d'entesa entra magiars i mongols. Només algunes fortaleses com Gran (Strigonia) i Alba Iulia, van resistir. El juliol del 1241 els mongols van arribar a Neustadt, prop de Viena. Batu va creuar el Danubi glaçat el 25 de desembre de 1241. Mentre Qada'an havia estat enviat en persecució del rei Bela IV, refugiat a Croàcia, i al saber que venien els mongols, es va refugiar a les illes dàlmates. Els mongols van arribar fins a Split i Cattaro (que fou saquejada) per tornar després a Hongria (març de 1242).
L'11 de desembre de 1241 va morir Ogodai. Això va provocar l'evacuació se Hongria pels mongols. Passant per Bulgària els mongols amb Subotai, van retornar cap a la mar Negra (primavera del 1242) i l'hivern del 1242 a 1243, per Valàquia i Moldàvia, i Ucraïna van arribar a les seves bases del Volga. La campanya europea la va fer Subotai tenint al final 65 anys.
Va retornar a Mongòlia (1242), on va morir set anys després amb 72 anys.